# Euryophion ikuthanus
Euryophion ikuthanus là một loài tò vò trong họ Ichneumonidae.